# 木蘭綱
木蘭綱（學名：Magnoliopsida）是被子植物的有效分類群、植物學名，但其包含範圍可能會因分類系統而有所不同。

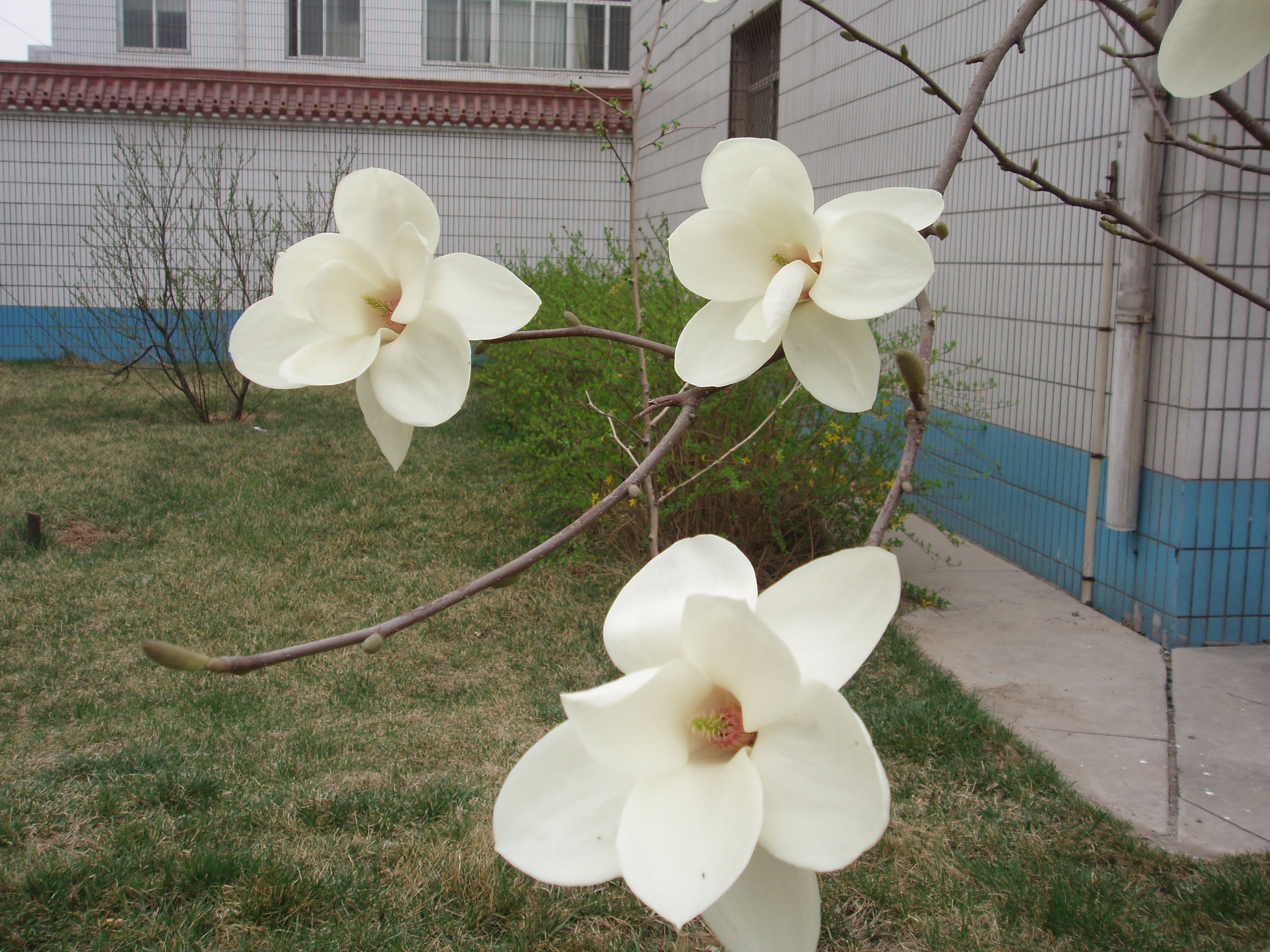
木蘭屬的花朵

## 分類系統

### 塔赫塔扬系统與克朗奎斯特系统
在塔赫塔扬系统和克朗奎斯特系统中，木蘭綱即為双子叶植物群。
塔赫塔扬系统采用的是以下内部分类法：
- 木兰纲（=双子叶植物）
  - 木兰亚纲
  - 睡莲亚纲
  - 莲亚纲
  - 毛茛亚纲
  - 石竹亚纲
  - 金缕梅亚纲
  - 五叶亚纲
  - 薔薇亞綱
  - 玉米亚纲
  - 菊亚纲
  - 脣形目

克朗奎斯特系统使用了以下内部分类法（1981年版本）：
- 木兰纲（=双子叶植物）
  - 木兰亚纲
  - 金缕梅亚纲
  - 石竹亚纲
  - 五桠果亚纲
  - 薔薇亞綱
  - 菊亚纲

克朗奎斯特系统使用許久，並有多個版本。在一些基于克朗奎斯特的系统中，木兰纲（Magnoliopsida）这个名称（在纲的级别上）指的是被子植物。

### 達爾格倫和索恩系统
達爾格倫系統和索恩系统（1992年）將Magnoliopsida一詞作为开花植物的名称。
- 木兰纲（=被子植物）
  - 木兰亚纲（=双子叶植物）
  - 百合亚纲（=单子叶植物）

### 雷維爾系统
雷維爾系统使用 Magnoliopsida指稱原始双子叶植物，对应于木兰类植物中大约一半的植物：
- 第1类 木兰纲
  - 超目1 木兰科
  - 超目2 Lauranae

### APG系统
在被子植物APG分类法和APG II 系统中，植物名称仅用于目及以下分类阶元。在目等级之上，这些系统使用自己的名称，例如被子植物、真双子叶植物、单子叶植物、蔷薇类植物等。这些名称指的是演化支（无等级）。木兰纲 (Magnoliopsida) 尚未定义。
APG系统認為双子叶植物並非分类单位，而是並系群。